# Blegkilde
Blegkilde er et tidligere lyst- og parkanlæg der lå ved østsiden af vejen Sønderbro i Aalborg. Parken eksisterede i perioden fra midten af 1800-tallet og frem til 1968, hvor det måtte vige for Dansk Eternit-Fabriks udvidelsesplaner. Det første initiativ til anlægget kom i 1814, men det var først i midten af 1800-tallet, at anlægget tog form.
Parken blev grundlagt omkring den naturlige kilde Blegkilde, som flittigt blev besøgt for at få drikkevand for købstadens borgere. I 1836 blev der endda ført en vandledning fra kilden ind til Nytorv, og i 1854 bliver byens første vandværk grundlagt klods op ad kilden.

## Historie
Første gang en kilde ved navn Blegkilde (Blegekiellde) nævnes er i 1400-tallet. Bleg- er et gammelt ord for kridt. Navnet udtales med "g" i stedet for "j" og der skal lægges vægt på kilde i udtalen. Kilden har i en lang periode været populær blandt købstadens indbyggere, da det meget kalkholdige vand kan have nogle sundhedsmæssige fordele.

### Lystanlægget grundlægges
Det første forsøg på at etablere et lystanlæg omkring den naturlige kilde sker i 1814, hvor den kun 15-årige Henrik Beck, der var søn af gartneren på Sohngårdsholm Slot, plantede nogle træer på området. Anlægget blev dog første for alvor etableret af majoren Ditlev von Voss (f. 1787) i midten af 1800-tallet. Voss anlagde et system af snorede kanaler med opstemninger, så der opstod små vandfald rundt omkring. Voss navngav området "Karolinekilde", men det navn slog aldrig for alvor an.
Området blev yderligere udbygget og forskønnet i slutningen af 1800-tallet, hvor tobaksfabrikanten Frederik Christian Obel (1832 - 1913) og købmanden Simon Aron Jacobsen blandt andet etablerede udendørs gymnastikredskaber til offentlig brug. Obel etablerede desuden en lille sommerbolig til familien på området.

### Vandforsyning og koleraepidemi
Frem til 1836 hentede de fleste af indbyggerne i købstadens deres drikkevand direkte fra én af åerne (f.eks. Østerå), der på dette tidspunkt havde sin løb igennem byen. Den dårlige vandforsyning havde ført flere epidemier med sig, og disse førte til, at byrådet i 1836 etablerede en vandledning fra Blegkilde til en offentlig vandpost inde i købstaden. Befolkningen fortsatte dog med at hente vand fra åerne, der var meget forurenet, da den samtidig blev brugt til at komme af med spildevand, husholdningsaffald samt til at vaske tøj. Alt dette var medvirkende til, at da koleraepidemien kom til Aalborg i 1853, så spredte den sig hurtigt via vandet. I alt døde omkring 400 mennesker i løbet af koleraepidemien, hvilket var omkring 1/20 del af de godt 8.000 indbyggere på det tidspunkt.
I 1854 blev den kommunale vandforsyning indviet efter et par års arbejde med et vandværk umiddelbart syd for lystanlægget. Helt frem til 2003 blev en stor del af drikkevandet i Aalborg hentet fra vandværket på Sønderbro, som i dag huser vandforsyningens administration og driftsafdeling.

### Pavillonen
I 1897 blev den første pavillon opført af Wilhelm Nielsen, der var restauratør og ejede en grund i tilknytning til anlægget. Pavillonen blev et tilløbsstykke og udflugtsmål for mange af byens borgere, og særlig da en ny restauratør, Axel W. Pedersen, kom til 1913, blev stedet endnu mere populært. Den 5. august 1913 brændte pavillonen ned til grunden.

### Skovkroen
Efter branden besluttede Aalborg Byråd at købe Wilhelm Nielsens ejendom og opføre en ny restauration. Stedet blev i 1950'erne forpagtet af restauratør Harry Møller, som under navnet "Skovkroen" etablerede sig i underholdningsindustrien. Sæsonen blev ligeledes udvidet til et helårsetablissement.

### Afståelsen til Dansk Eternit-Fabrik A/S
Slutningen af 1800-tallet var præget af en stor byggeaktivitet, hvilket lagde grundstenen for etableringen af Portland Cementfabrikken "Danmark" i 1898 klods op ad lystanlægget Blegkilde. Cementfabrikken blev i praksis i 1904 lagt sammen med den store konkurrent F.L. Smidth & Co. i Rørdal, som førte til etableringen af Dansk Eternit-Fabrik i 1927 i tilknytning til cementproduktionen. Efterkrigstidens byggeboom førte til et øget produktion på eternitfabrikken, og i slutningen af 1959 kunne fabrikken præsentere en udvidelse til op til 40 mill. kr. (ca. 517 mill. kr. i 2018). En forudsætning for, at denne udvidelsen kunne realiseres var, at kommunen skulle afstå lystanlægget. Som en kompensation for afståelsen ville kommunen modtage størstedelen af det areal, der ligger mellem Østerå, Sønderbro, Ny Kærvej og Østre Allé (der på dette tidspunkt ikke var anlagt). Dette område var tidligere blevet nævnt som et fremtidigt grønt område, når der ikke længere blev gravet ler ved Kjærs Mølle.
På byrådsmødet d. 16. november 1959 blev afståelsen enstemmigt vedtaget. Daværende borgmester Jens Jensen (S) udtalte i den forbindelse, at der længe havde været et ønske om at udvide industriområdet Sønderkæret (området mellem Hjulmagervej og Østre Allé), men der havde været en vis tilbageholdenhed for undgå afståelsen af Blegkilde.
| Citat                               | Nu har Eternitfabrikken og "Danmark" imidlertid så store udvidelsesplaner - for 40 millioner kroner eller maaske mere - at vi står over for valget mellem at bevare Blegkilde eller give mulighed for ny beskæftigelse og omsætning. | Citat |
| Jens Jensen (S), borgmester 1954-62 | |       |

Byrådets beslutning blev genstand for en del debat i den følgende periode. Få dage efter vedtagelsen skrev Aalborg Stiftstidende, at "dette nye eksempel paa, at der gøres indhug i de grønne omraader, kan give anledning til overvejelser. (...) Det var betryggende, om Blegkildes forsvinden kunne give anledning til, at der blev udarbejdet et langtidsprogram for Aalborgs grønne omraader." Også nogle enkelte borgere ytrerede sig i medier ovenpå beslutningen. I samme avis udtrykte en unavngiven 33-årig kvinde sig således: "Det er vel heller ikke meningen, at alle grønne områder absolut skal være som Østre Anlæg, der f.eks. ikke er nær så tiltrækkende (...) som skyggefulde Blegkilde". Et andet indlæg havde overskriften "Aalborg stadig mere hæslig" med henvisning til afståelsen af Blegkilde og byggeriet af Aalborghallen.
I 1960 kom der en beklagelsen om nedlæggelsen af Blegkilde fra borgmester Jens Jensen, der dog påpegede, at "vi ikke kan leve af at kigge på træer". Dansk Eternit-Fabrik overtog formelt arealet i 1968, hvor også Skovkroen blev revet ned.

### En nyt grønt område?
Blegkilde var udlagt som fredskov, hvilket betød, at kommunen - som ejer - var forpligtet til at anlægge et tilsvarende grønt område som erstatning. I 1960 blev en bypark på 6,2 ha omkring Sohngårdsholm Slot anlagt som erstatning herfor. Byrådet var allerede ved vedtagelsen indstillet på, at der sagtens kunne etableres flere grønne områder som erstatning. I forbindelse med udvidelsen af det førnævnte industriområde blev det besluttet, at de 161 kolonihaver i "Jørgen Berthelsens Minde" skulle flyttes til en ny placering, og at der i samme ombæring blev arbejdet på en ny park bag ved vandværket på Sønderbro. Denne park er i dag kendt som Vandbakken.